# Долно Каленик
Вижте пояснителната страница за други значения на Каленик.
Долно Каленик (на гръцки: Κάτω Καλλινίκη, Като Калиники, до 1926 година Κάτω Κάλενικ, Като Каленик) е село в Република Гърция, в дем Лерин (Флорина), област Западна Македония със 145 жители (2001).

## География
Селото е разположено на левия бряг на Стара река (Палио Рема) на 11 километра североизточно от демовия център Лерин (Флорина) и на 7 километра източно от Долно Клещино (Като Клинес), в северозападния край на Леринското поле близо до границата със Северна Македония.

## История

### В Османската империя
В XIX век Долно Каленик е чисто българско село в Леринска каза. В 1848 година руският славист Виктор Григорович описва в „Очерк путешествия по Европейской Турции“ Кальник като българско село. В 1861 година Йохан фон Хан на етническата си карта на долината на Вардар отбелязва Долно Каленик като българско село. Според „Етнография на вилаетите Адрианопол, Монастир и Салоника“, издадена в Константинопол в 1878 година и отразяваща статистиката на населението от 1873 година, в Каленик (Kalénik) има 90 домакинства с 254 жители българи.
Според статистиката на Васил Кънчов („Македония. Етнография и статистика“) в 1900 година в Горно и Долно Каленик има 394 жители българи.
На Етнографската карта на Битолския вилает на Картографския институт в София от 1901 година Долно Каленик е чисто българско село в Леринската каза на Битолския санджак с 32 къщи.
След Илинденското въстание в началото на 1904 година цялото село минава под върховенството на Българската екзархия. По данни на секретаря на екзархията Димитър Мишев („La Macédoine et sa Population Chrétienne“) в 1905 година в селото има 120 българи екзархисти.

### В Гърция
През 1912 година по време на Балканската война в селото влизат гръцки части и след Междусъюзническата война в 1913 година то попада в Гърция. Боривое Милоевич пише в 1921 година („Южна Македония“), че Долно Калник има 15 къщи славяни християни. След Гръцко-турската война в селото са заселени 24 бежанци от Понт. В 1928 година Каленик (Горно и Долно) е представено като смесено местно-бежанско с 24 бежански семейства с 88 души. В 1926 година селото е прекръстено на Като Каленик.
Според изследване от 1993 година селото е смесено „бежанско-славофонско“, като „македонският език“ и понтийският гръцки в него са запазени на средно ниво.

### Преброявания
- 1913 – 120 души
- 1920 – 127 души
- 1928 – 253 души
- 1940 – 368 души
- 1951 – 315 души
- 1961 – 255 души
- 1971 – 226 души
- 1981 – 125 души

## Личности
Родени в Долно Каленик
- Ристо Шиката, деец на ВМОРО, роден в Горно или Долно Каленик, войвода на чета в района на Алексо Джорлев по време на Илинденско-Преображенското въстание[12]